# Juan Luca Sacchi
Juan Luca Sacchi (Treia, 13 ottobre 1984) è un arbitro di calcio italiano.

## Carriera
Appartiene alla sezione di Macerata.
Dopo l'esperienza in campo da calciatore inizia la sua carriera arbitrale nella sezione di Macerata. Viene promosso nella stagione 2011-2012 alla CAN PRO. Dirige 30 partite in questa categoria e il 7 luglio 2013 viene insignito del Premio Sportilia come giovane arbitro di grandi promesse. Al termine della stagione 2014 successiva viene designato per la finale play-off Lecce-Frosinone terminata 1 a 1.
Nella stagione 2014-2015 viene promosso in CAN B. Esordisce alla seconda giornata nella gara Latina-Crotone terminata 1 a 0 per i padroni di casa. Nella sua prima stagione in Serie B dirige 16 partite. Al termine di questa stagione arriva anche la prima direzione in Serie A, avvenuta il 24 maggio 2015 nella gara Chievo-Atalanta terminata 1-1. Nella stagione 2015-2016 dirige 19 partite in cadetteria.
Il 23 maggio 2016 viene insignito del premio Italian Sport Awards quale miglior fischietto della stagione 2015-2016 per la serie B. Il 18 dicembre 2016 dirige in Serie A Udinese-Crotone terminata con la vittoria dei friulani 2-0. Il 1º settembre 2020 viene promosso in CAN A, tuttavia lo stesso giorno viene inserito nell'organico della CAN A-B, nata dall’accorpamento di CAN A e CAN B. Nella stagione 2020-2021 viene designato in 13 partite del massimo campionato e per 6 in cadetteria.
Al termine della stagione 2020-2021 vanta 21 presenze in Serie A. L'11 novembre 2021 dirige la gara valida per la Elite League U20 Italia - Repubblica Ceca. Il 13 novembre 2021, in virtù dell'attività di promozione del progetto "doppio tesseramento", dirige la gara Recanatese-Alma Juventus Fano del Campionato Nazionale Juniores.
Il 24 marzo 2022 arbitra la gara di Elite League U20 Italia - Germania presso lo Stadio Cino e Lillo Del Duca di Ascoli. 
Nell'ambito di una collaborazione tra l'AIA e la Federazione Cipriota, il 29 aprile 2022 è VAR in Pafos-Aris Limassol, diretta dall'italiano Rosario Abisso, e il giorno seguente dirige Anorthosis-Apollon Limassol, con Abisso in qualità di VAR.
Nell'ambito di una collaborazione tra l'AIA e la Federazione Cipriota, il 14 maggio 2022 è VAR in AEL Larnaca-Paphos, diretta dall'italiano Marco Piccinini, mentre il giorno seguente dirige APOEL Nicosia-Anorthosis, con Piccinini in qualità di VAR.
Il 18 agosto 2022 fa il suo esordio internazionale come quarto ufficiale durante la gara di Conference League West Ham United-Viborg FF, diretta dall'italiano Marco Di Bello.
Il 21 agosto 2022, durante Empoli-Fiorentina, valida per la seconda giornata del campionato di Serie A, entra in campo al posto del collega Matteo Marchetti, infortunatosi nel corso della gara.
A fine maggio 2023, nell'ambito di una collaborazione tra l'AIA e la Federazione Calcistica di Cipro, dirige la partita del massimo campionato di Cipro Paphos-Apollon Limassol, coadiuvato al VAR dall'italiano Lorenzo Maggioni, mentre coadiuva al VAR l'arbitro Maggioni in AEL Limassol-Doka.
Nell'ambito di una collaborazione tra l'AIA e la Federazione Cipriota, il 30 settembre dirige Aris Limassol-Apollon Limassol e il 1º ottobre è VAR in AEL Limassol-Anorthosis, entrambe gare del massimo campionato di Cipro.
Il 6 ottobre 2023 circola su TikTok un video che lo riprende nel tunnel che porta al terreno di gioco prima di Lecce-Sassuolo, gara per cui è stato designato come arbitro di campo, in cui "nega" la stretta di mano alla sua assistente arbitrale Francesca Di Monte. I due interessati dell'episodio hanno smentito l'accaduto dicendo che si è solamente trattato di un malinteso: ma in realtà l'accaduto ha una spiegazione, come evidenziato dalla stessa Di Monte: il tunnel è destinato al saluto tra l'arbitro e i due capitani, mentre gli arbitri si "salutano" sul campo di gioco prima della partita.
La domenica del 17 marzo 2024 doveva disputare la gara tra Atalanta e Fiorentina, successivamente rinviata per un malore che colpì Joe Barone, ex dirigente della Fiorentina morto 2 giorni dopo, il 19/03/2024.